# Zaborze (rejon dokszycki)
Zaborze – dawny folwark. Tereny na których leżał znajdują się obecnie na Białorusi, w obwodzie witebskim, w rejonie dokszyckim, w sielsowiecie Parafianowo.

## Historia
W czasach zaborów w powiecie wilejskim w guberni wileńskiej Imperium Rosyjskiego.
W dwudziestoleciu międzywojennym folwark leżał w Polsce, w województwie wileńskim, w powiecie duniłowickim, od 1926 w powiecie dziśnieńskim, w gminie Parafianów.
Powszechny Spis Ludności z 1921 roku nie podał danych dotyczących miejscowości. Prawdopodobne w wyniku wojny była opuszczona. W 1931 w 3 domach zamieszkiwało 25 osób.